# Rio Faier
O Rio Faier é um rio da Romênia, afluente do Mureş, localizado no distrito de Harghita.